# Klanerna
Klanerna (spanska: Clanes) är en spansk kriminal- och actiondramaserie som hade premiär den 21 juni 2024 på strömningstjänsten Netflix. Serien består av 8 avsnitt.

## Handling
Serien kretsar kring som advokat som när hon upptäcker att hennes mördade far levt ett dubbelliv söker hämnd genom att infiltrera en galicisk drogkartell.

## Rollista (i urval)
- Clara Lago
- Tamar Novas
- María Pujalte
- Francesc Garrido